# Kuwanimyia appendiculata
Kuwanimyia appendiculata là một loài ruồi trong họ Tachinidae.